# Daniel Noboa
Daniel Roy Gilchrist Noboa Azín (født 30. november 1987) er en ecuadoriansk forretningsadministrator, politiker og forretningsmand i bananindustrien, som har været Ecuadors præsident siden 23. november 2023. Med sine 35 år er han den yngste præsident i Ecuadors historie.
Han var medlem af Ecuadors parlament fra 2021 til 2023. Før han gik ind i politik arbejdede Noboa i Noboa Corporation, en eksportvirksomhed som blev grundlagt af hans far Álvaro Noboa, som uden held stillede op til posten for Ecuadors præsident fem gange. Han er blevet beskrevet som en arvtager til sin fars virksomhed og formue.
I maj 2023 annoncerede Noboa sit kandidatur til præsidentvalget i 2023. Han stillede op for sit nystiftede parti Acción Democrática Nacional (National Demokratisk Aktion). Det blev betragtet som en overraskelse at han gik videre fra første valgrunde i august til anden valgrunde 15. oktober 2023 da meningsmålinger op til valget kun viste lille opbakning til ham. Han blev valgt til at blive Ecuadors præsident i anden valgrunde.

## Opvækst og uddannelse
Daniel Roy-Gilchrist Noboa Azin blev født 30. november 1987 i den ecuadorianske by Guayaquil som søn af forretningsmanden Álvaro Noboa og læge Anabella Azin.
Han fik en grad i Business Administration på Stern School of Business under New York University i 2010.
I 2019 fik Noboa en Master of Business Administration fra Kellogg School of Management på Northwestern University i Evanston, Illinois. I 2020 tog han endnu en mastergrad i offentlig administration ved Harvard University. Og i 2022 fik han endnu en mastergrad i politisk kommunikation og strategisk ledelse fra George Washington University.

## Erhvervskarriere
I en alder af 18 startede han firmaet DNA Entertainment Group som organiserede events.
Hans far Álvaro Noboa har firmaet Noboa Corporation som er bananeksportør. Noboa ses som arving til virksomheden. Han har været shippingdirektør i Noboa Corporation. Han var også kommerciel og logistisk direktør fra 2010 til juni 2018.

## Politik
Noboa blev valgt til Nationalforsamlingen ved parlamentsvalget i 2021 som repræsentant for provinsen Santa Elena for partiet Ecuatoriano Unido. Han blev indsat 14. maj 2021 og blev formand for Kommissionen for Økonomisk, Produktions- og Mikrovirksomheds-udvikling. Hans politiske ideologi er beskrevet som både centralistisk og centrum-højre.

## Privatliv
13. januar 2018 giftede han sig med Gabriela Goldbaum som han fik en datter med. De blev senere skilt.
I 2019 mødte han influenceren Lavinia Valbonesi, som han giftede sig med 28. august 2021. De har en søn.
Den brasilianske avis Folha de S.Paulo afslørede i oktober 2023, at Daniel Noboa ifølge Pandora Papers er ejer af to offshore-selskaber i Panama. Han er også knyttet til flere andre selskaber ejet af hans far i skattely. Ecuadoriansk lov forbyder kandidater til valg at eje aktiver i skattely.